# Општина Доштат (Алба)
Доштат (рум. Doştat) општина је у Румунији у округу Алба.
Oпштина се налази на надморској висини од 346 m.